# Ukrainien canadien
 (novembre 2018).
Si vous disposez d'ouvrages ou d'articles de référence ou si vous connaissez des sites web de qualité traitant du thème abordé ici, merci de compléter l'article en donnant les références utiles à sa vérifiabilité et en les liant à la section « Notes et références ».
L'ukrainien canadien est un dialecte issu de l'ukrainien, parlé par les Ukraino-Canadiens, issus des deux premières vagues  d'immigration ukrainienne (1882-1914, 1918-1939) dans l'ouest du Canada.
L'ukrainien canadien était très répandu au Canada jusqu'au milieu du XXe siècle ; ensuite, les générations suivantes de Canadiens d'origine ukrainienne sont passées à l'anglais. Les immigrants ukrainiens, souvent membres de l'Église grecque-catholique ukrainienne, venaient pour la plupart des régions austro-hongroises de l'ouest de l'actuelle Ukraine : Ruthénie subcarpathique, Galicie orientale et Bucovine septentrionale, régions peuplées de Ruthènes parlant notamment le rusyn. Pour cette raison, l'ukrainien canadien ressemble plus aux dialectes ukrainiens parlés dans ces régions qu'à l'ukrainien standard parlé dans la partie de l'actuelle Ukraine qui était alors sous domination russe. 
Les deux premières vagues d'immigrés parlant ce dialecte furent coupées de leurs origines ouest-ukrainiennes par les guerres, les changements sociaux et par la distance géographique. Ils furent ensuite confrontés aux autres communautés du Canada, principalement aux anglophones. De plus, la majorité des immigrés qui étaient des paysans peu instruits, découvrirent de nouvelles technologies et de nouveaux concepts pour lesquels ils n'avaient pas de mots. Tout cela eut pour conséquences que l'ukrainien canadien s'anglicisa et se singularisa par rapport aux dialectes de l'ouest de l'Ukraine dont il est issu.